# Ocellularia verruculosa
Ocellularia verruculosa är en lavart som beskrevs av Hugo Magnusson 1955. 
Ocellularia verruculosa ingår i släktet Ocellularia och familjen Thelotremataceae. Inga underarter finns listade i Catalogue of Life.